# Phyllidiopsis quadrilineata
Phyllidiopsis quadrilineata is een slakkensoort uit de familie van de Phyllidiidae. De wetenschappelijke naam van de soort is voor het eerst geldig gepubliceerd in 1905 door Bergh.